# 7D busz (Balassagyarmat)
A balassagyarmati 7D jelzésű autóbusz a 7-es busz betétjárata, a Civitas Fortissima tér és a Szabó Lőrinc iskola között közlekedik tanítási napokon reggel. A járat a városi önkormányzat megrendelésére a Volánbusz üzemelteti.

## Járművek
A Volánbusz egy darab Ikarus C56-ot és egy darab Ikarus E95-öt közlekedtet a vonalon.

## Útvonala
| Szabó Lőrinc iskola felé |
| --- |
| Civitas Fortissima tér – Civitas Fortissima tér – Rákóczi fejedelem út – Kossuth Lajos út – Leningen Károly utca – Május 1. utca – Szabó Lőrinc iskola |

## Megállóhelyei
| 7D (Civitas Fortissima tér – Szabó Lőrinc iskola) |                        |                                                    | |
| Perc (↓)                                          | Megállóhely            | Megállóhelyet érintő járatok                       | Fontosabb létesítmények                                                                                      |
| 0                                                 | Civitas Fortissima tér | 1, 1C, 3B, 4, 6, 6A, 7, 7B, 7D, 8, 9, 9A, 9B, 3314 | Városháza, Vármegyeháza, Jánossy Képtár, Tornay Galéria, Balassagyarmati Törvényszék, Civitas Fortissima tér |
| 1                                                 | Balassa utca           | 2, 2C, 3B, 7, 7A, 7B, 7D, 3314                     | Pannónia Motorkerékpár Múzeum                                                                                |
| 3                                                 | Deák Ferenc utca       | 2, 2C, 3B, 7, 7A, 7B, 7D, 3314                     | Evangélikus templom                                                                                          |
| 4                                                 | Benczúr Gyula utca     | 2, 2C, 3B, 7, 7A, 7B, 7D, 3314                     | |
| 6                                                 | Kis posta              | 2, 2C, 3, 3B, 3C, 7, 7A, 7B, 7D, 3314              | Balassagyarmat 2. sz. posta                                                                                  |
| 7                                                 | Jeszenszky utca        | 3, 3B, 3C, 6, 7, 7A, 7D, 8, 8A, 8C, 9, 9A, 9B      | |
| 8                                                 | Szabó Lőrinc iskola    | 3, 3B, 3C, 5B, 6, 7, 7A, 7D, 8, 8A, 8C, 9, 9A, 9B  | Szabó Lőrinc Általános Iskola                                                                                |

## Külső hivatkozások
- A Nógrád Volán weboldala. [2014. december 30-i dátummal az eredetiből archiválva].
- Valósidejű utastájékoztatás. Nógrád Volán. [2018. augusztus 21-i dátummal az eredetiből archiválva]. (Hozzáférés: 2016. november 11.)